# Chapelle Saint-Wendelin d'Hochfelden
La  chapelle Saint-Wendelin, inscrite au registre des monuments historiques est située à Hochfelden, dans le département français du Bas-Rhin.

## Localisation
La chapelle est située rue des Quatre-Vents à Hochfelden.

## Historique
Elle fait l'objet d'une inscription au titre des monuments historiques depuis 1982.

## Architecture
Les architectes étaient Henri d'Achenheim, Nicolas Schorlin et Jean Lobel.

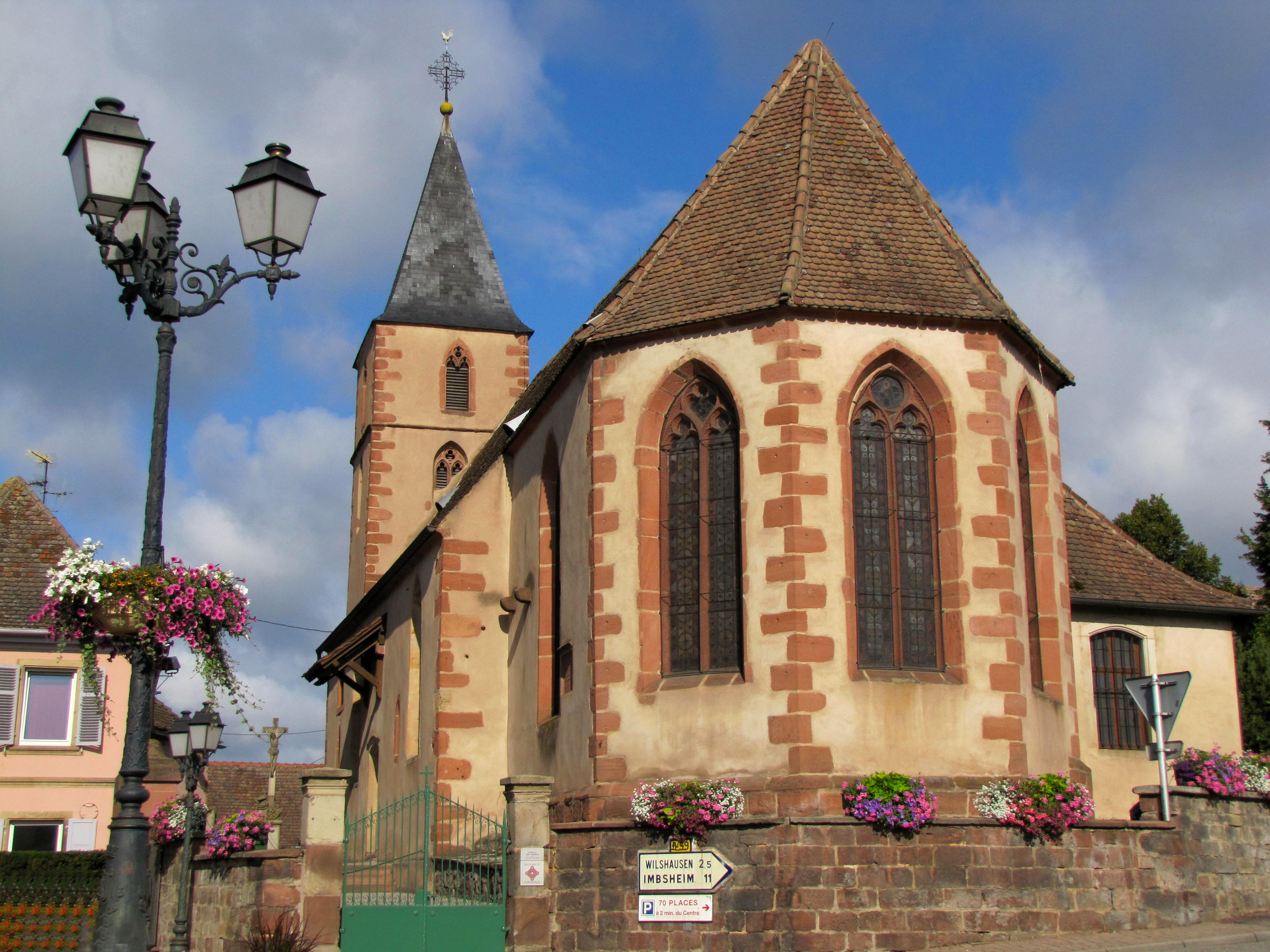
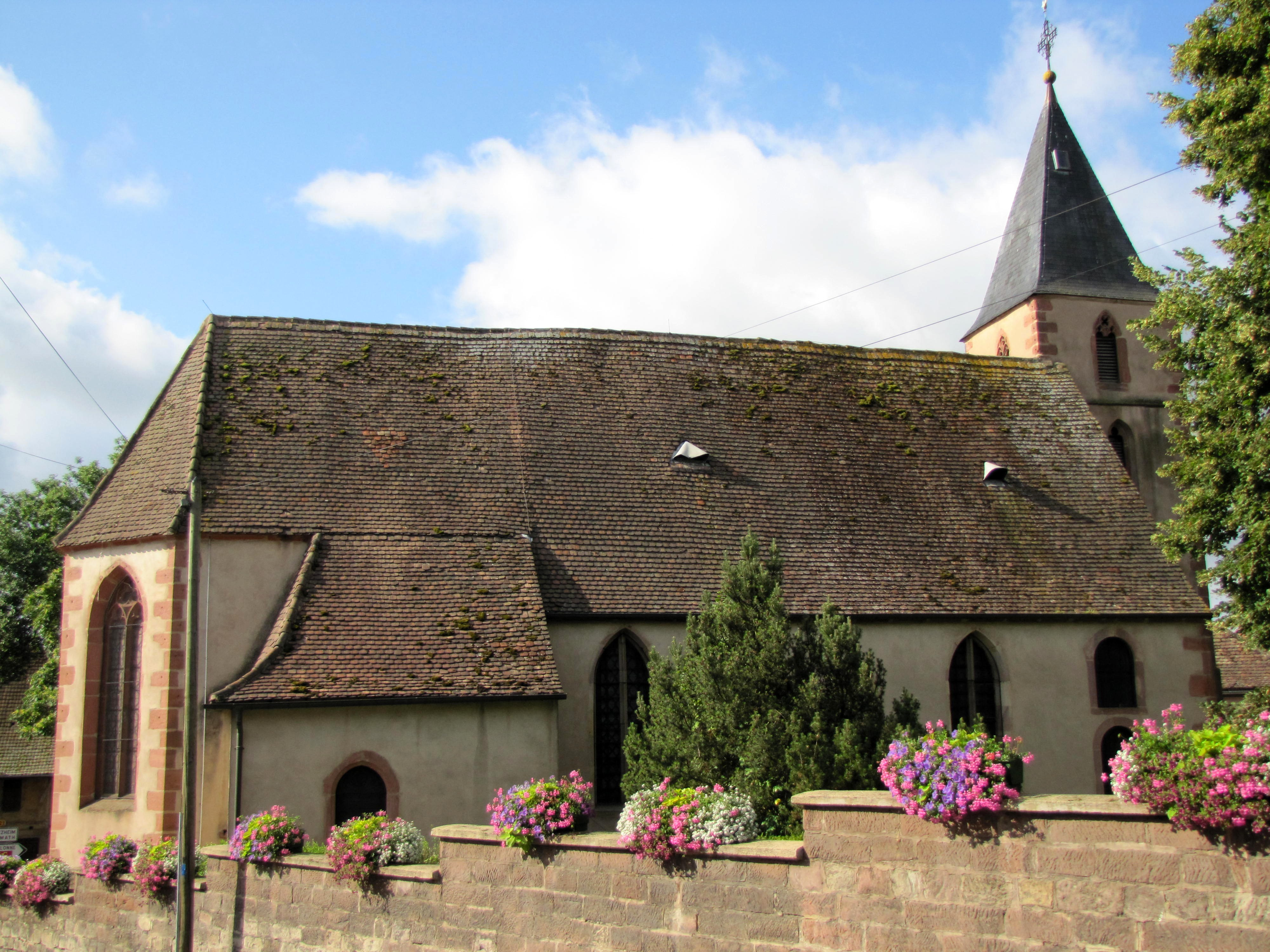
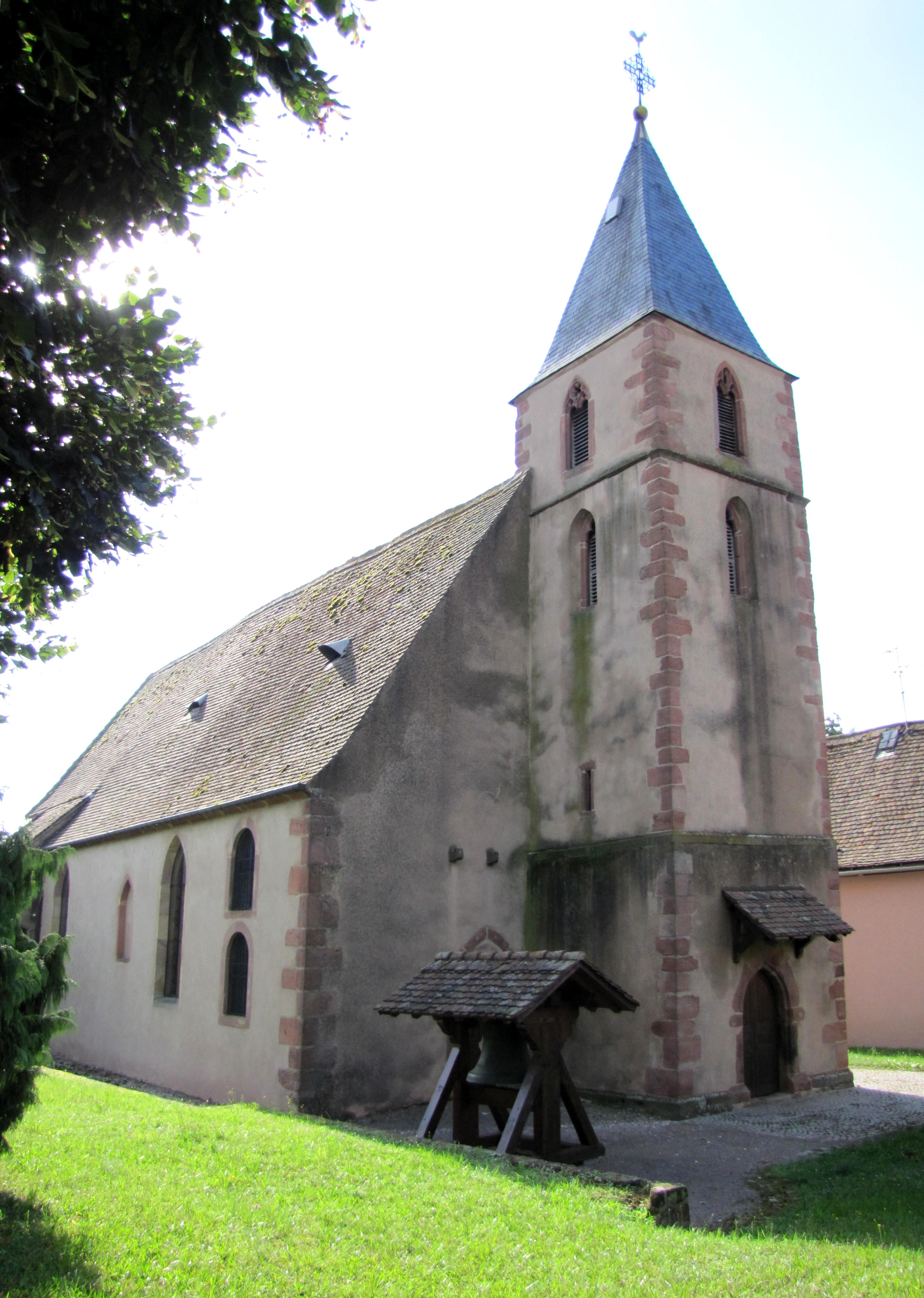
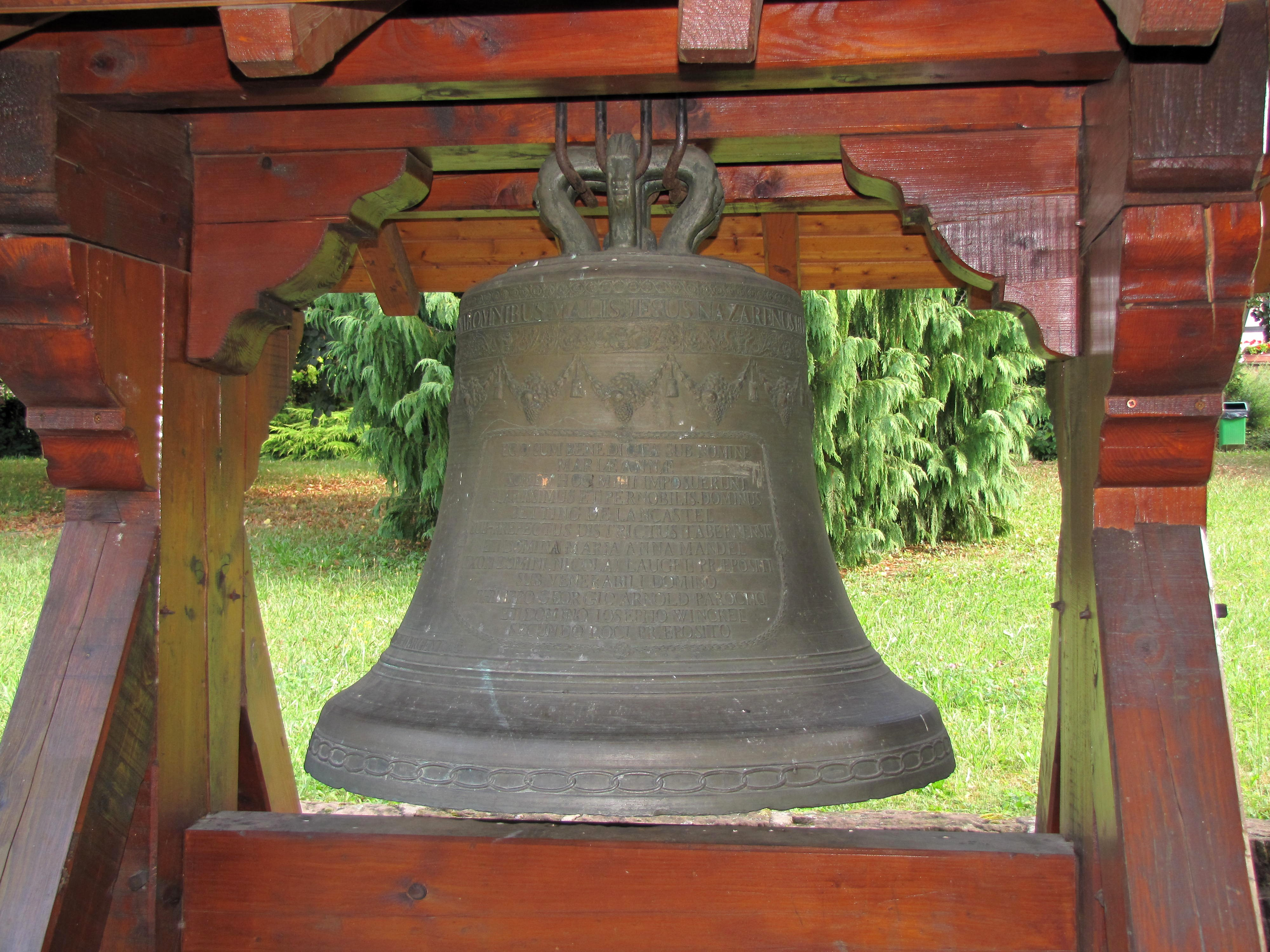